# Бондаренко Олександр Вікторович (економіст)
Олекса́ндр Ві́кторович Бондаре́нко (нар. 22 січня 1987, Харків) — український економіст, підприємець. Співзасновник Інституту Державної Ефективності. Голова і засновник групи компаній Bureau of Investment Programs — керуючої компанії Індустріальних парків NOVO. У 2019—2020 роках голова Дніпропетровської ОДА.

## Освіта
Закінчив Києво-Могилянську академію (економіка і підприємництво), кваліфікація «Бакалавр із фінансів» (з відзнакою) і «Фінанси», кваліфікація «Магістр» (з відзнакою). Закінчив аспірантуру Києво-Могилянської академії з напрямку «Фінанси».
Випускник управлінських програм Києво-Могилянську бізнес-школу, DYB Ukraine, а також IEDC Bled School of Management.
Пройшов стажування у Швеції за програмою Strategic Business Management (SIDA) для топ-менеджменту компаній і лідерів громадського сектора країн Європи, що розвиваються.
Пройшов навчання в акселераторі для бізнесів сфери харчування від Haas Business School у Берклі І презентував проєкт в рамках індустріальних парків NOVO інвесторам Кремнієвої долини. 

## Професійний досвід
- 2007—2008 — помічник голови Комітету фінансів та банківської діяльності Верховної Ради України (Програма парламентського стажування USAID), Київ.
- Протягом 12 років працював у низці виробничих компаній, серед яких британсько-нідерландський концерн Unilever, українсько-болгарський виробник PIRANA та завод VERDANI, обіймав провідні посади[11][12][13][14][15].
- З 2017 року — співзасновник і керівник декількох підприємств у галузі харчування і рітейлу.
- Також є членом Advisory Board у низці українських компаній в індустрії Consumer Goods[13][14].
- Із 2019 по 2020 рік — голова Дніпропетровської обласної державної адміністрації.
- З грудня 2020 року — депутат Дніпропетровської обласної ради VIII скликання[16], член бюджетного комітету.
- З 2021 року — засновник і директор Бюро інвестиційних програм[17]. Організація займається супроводом інвестицій, розвитком відновлюваної енергетики та державно-приватного партнерства[18].
- Голова і засновник керуючої компанії індустріальних парків NOVO[19][20][21][22] (індустріальні парки розташовані у Володимирському районі Волинської області: один — у місті Нововолинськ, другий — у місті Володимир; зокрема, індустріальний парк у Нововолинську відкрили 21 листопада 2022 року[23][24]).
- Директор компанії з управління активами адміністратор пенсійного фонду „брокбізнесінвест“(ПрАТ "КУА АПФ "БрокбІзнесІнвест")[25]

- Постійний учасник робочої групи комітету ВРУ з питань економічного розвитку та розвитку індустріальних парків[26].  У рамках цього займається розвитком зеленої енергетики та залучення інвесторів в енергетичні проєкти в рамках індустріальних парків NOVO[27].
- Член робочої групи з питання відкриття пункту перетину кордону «Млинище-Сліпче»[28].
- Постійний учасник міжнародних та національних конференцій, зокрема CEE Property Forum 2023, Rebuilding Ukraine Roundtable у Варшаві, Agro-Food панелі у Торонто, Інвестиційного форуму у Вашингтоні, форуму Update in Ukraine: Rebuilding and integration, Ukraine Recovery Conference – URC2024, програми Міністерства Економіки Німеччини, форумі BUSINESS FRANCE, конференції Europe-Poland-Ukraine: Cooperate Together’24, учасник Davos.Didgital-2025 панелі Community and Inclusion: Building the Next WebDate/Time[29]. Член Європейської Економічної Асоціації[30].

### Голова Дніпропетровської ОДА
13 вересня 2019 року призначений головою Дніпропетровської ОДА.
17 грудня 2019 року представляв програму стратегії розвитку області. Основними напрямками було визначено будівництво аеропорту, залучення інвестицій, екологічні програми, ремонт доріг, шкіл, дитячих садків та лікарень, SMART-проєкти, програма євроатлантичної інтеграції та створення нових територіальних громад. На презентацію зібралися понад 600 гостей — керівники громад та міст області, громадські активісти, представники бізнесу.
16 вересня 2020 року на Дніпропетровщині розпочали будівництво аеропорту.
30 листопада 2020 року на базі Дніпропетровської ОДА за участю віцепрем'єр-міністра з питань європейської та євроатлантичної інтеграції України Ольги Стефанішиної та голови представництва ЄС в Україні посла Матті Маасікаса відкрили Офіс євроінтеграції Дніпропетровської області.
У 2020 році в межах обласного проекту «Будівництво 100+» під керівництвом Олександра Бондаренка добудували понад 70 об'єктів.
Відкрито найбільшу спортивну арену області — Олімпійські резерви — разом із міністром молоді та спорту Вадимом Гутцайтом. У комплексі можна проводити змагання у 60 олімпійських видах спорту.
10 грудня 2020 року звільнений з посади голови Дніпропетровської ОДА, його замінив Валентин Резніченко.

## Громадська і освітня діяльність
Член правління Асоціації випускників Києво-Могилянської Академії. Він є ініціатором і засновником гранту кращому викладачу-випускнику Факультету економічних наук КМА «СПАДКОЄМНІСТЬ НАУКОВОЇ ДІЯЛЬНОСТІ». Разом з однокурсниками Факультету економічних наук КМА заснував Фонд наукових публікацій і відряджень для студентів й викладачів факультету.
Засновник та керівник ГО «Асоціація економічного розвитку» — платформи, яка займається розробкою і втіленням програм регіонального і національного економічного розвитку, аналітикою та науковими аспектами економіки.
Також є членом Опікунської ради і членом Дорадчої ради Харківського Гуманітарного Університету «Народна Українська Академія».
У листопаді 2019 року ініціював проєкт повної реконструкції Дніпровської обласної філармонії.
На посаді голови Дніпропетровської обласної державної адміністрації у серпні 2020 року заснував «Кубок голови ДніпрОДА з футболу».
Прихильник збірної України Ігри Нескорених, організовував спортивні стрибки з парашутом для бійців АТО/ООС і осіб з інвалідністю.
Співзасновник Благодійного Фонду імені Святослава Хороброго, зареєстрованого у квітні 2022 року.
У липні 2022 року отримав від міністра оборони України Олексія Резнікова медаль «За сприяння Збройним Силам України».
Влітку 2024 року команда Bureau of Investment Programs під керівництвом Олександра Бондаренко реалізувала освітній проєкт для підприємців Чугуївської та Чкаловської громад Харківщини та представників місцевих органів влади.
У липні цього ж року реалізував цикл воркшопів «Зелена економіка» сумісно із Європейсько-Українським Хабом для українців в Данії.
У жовтні ініціював та створив нову освітню платформу для університетів, бізнес-шкіл та корпоративних академій – ECOPRO.Academy.

## Публікації
- Обіди в бомбосховища, бункер в цеху та 10 млн грн на допомогу: як волонтерять підприємці// Mc.today. — 2024. — 13 листопада.
- Верховна Рада прийняла закон про нові податки: Бізнес заплатить життям, а українці — гаманцем// НВ. — 2024. — 10 жовтня.
- Хочу купити квартиру: Чи варто зараз інвестувати в нерухомість і кому можна довірити свої гроші// Фінансовий портал «Мінфін» на Youtube. — 2024. — 2 жовтня.
- Чому зараз варто інвестувати у зелену енергетику// Фінансовий портал «Мінфін» на Youtube. — 2024. — 27 вересня.

- Тільки не франшизи: Куди варто і НЕ варто інвестувати в 2024 році і скільки можна заробити// Фінансовий портал «Мінфін» на Youtube. — 2024. — 23 січня.
- Бондаренко О. Що не так з індустріальними парками в Україні// Економічна правда. — 2023. — 10 квітня.
- Бондаренко О. Кандидатські «бонуси»: що дає Україні наближення до членства у ЄС// Європейська правда. — 2022. — 7 липня.
- Бондаренко О. Втеча бізнесу: як переконати українські компанії не переїжджати до ЄС// Європейська правда. — 2022. — 19 травня.
- Бондаренко О. На прикладі Туреччини. Як працюватиме і коли окупиться технопарк при Києво-Могилянській Академії// НВ. — 2022. — 9 лютого.
- Олександр Бондаренко: головні причини, які негативно впливають на держборг// Finance.ua. — 2022. — 19 січня.
- Бондаренко О. «Зелений» водень: які перспективи для України // Mind. — 2022. — 13 січня.
- Бондаренко О. Інша енергетика: як Україні стати експортером водню до ЄС// Європейська правда. — 2021. — 26 жовтня.
- Бондаренко О. Скільки потрібно інвестицій для створення індустріального парку і коли чекати прибутку// НВ. — 2020. — 1 жовтня.
- Олександр Бондаренко: як я шукав гроші на дороги і які висновки зробив // Finance.ua. — 2020. — 30 вересня.
- Олександр Бондаренко: чому в українців середня пенсія $100. І що з цим можна зробити// Finance.ua. — 2021. — 11 серпня.
- Бондаренко О. Скільки приватному інвестору буде коштувати вхід в українську космічну галузь// НВ. — 2020. — 20 липня.
- Бондаренко О. Зліт дозволено: як шукати інвестора для будівництва аеропорту// Mind. — 2020. — 2 червня.
- Бондаренко О. Нам потрібні заводи: з чого починати// Європейська правда. — 2020. — 8 травня.
- Бондаренко О. Навіщо Україні заводи// НВ. — 2020. — 3 березня.